# Otto Laub
Hardenack Otto Conrad Laub, född den 6 augusti 1805 i Frørup på Fyn, död den 27 maj 1882 i Köpenhamn, var en dansk biskop, son till Hieronymus Laub.
Laub blev 1824 student från Roskilde och 1830 cand. theol., i alla sina examina fick han högsta betyg. I fyra år var han alumn på Borchs Kollegium, 1834—45 var han sognepræst i Ryslinge, 1845—54 i Brahetrolleborg och Krarup. 
Laubs far var biskop Mynsters nära vän, och Laub var hela sitt liv nära knuten till den konservativa kyrkliga riktning, som Mynster grundlade i den danska kyrkan, utan att han dock någonsin gjorde avkall på sin personlighet. 
Laub hade större sympatisk förståelse för väckelserörelserna än hans meningsfränder i allmänhet. År 1854 blev Laub biskop över Viborgs stift. Han var kvar på denna post tills sjukdom tvingade honom att ta avsked 1878. 
Laub har setts som en av danska kyrkans mest sympatiska biskopsgestalter, myndig och värdig, med kärleksfull förståelse för hög och låg; han brevväxlade med sin gamle ryktare Christian och med Själlands biskop Martensen (Laubs Breve, I—III, 1885—87), och till dem bägge stod han i ett förtroligt vänskapsförhållande. 
Laub verkade mest genom samtal och brev, enstaka gånger utsände han en skrift om kyrkliga stridsfrågor. Vid universitetets 400-årsfest blev Laub Dr. theol.

## Utmärkelser
- Riddare av Dannebrogorden,  1854
- Dannebrogsmännens hederstecken,  1856
- Kommendör av Dannebrogorden,  1867

[Redigera Wikidata]